# Жменя вічності
«Жменя вічності» — науково-фантастичний роман українського письменника Олега Авраменка. Роман уперше опублікований російською мовою у московському видавництві «Альфа-книга» у 2001 році під назвою «Звёзды в ладонях». Українською мовою роман уперше надрукований у 2004 році у видавництві «Зелений пес» у серії «Алфізика». Твір написаний у жанрі космічної опери, й у ньому описується боротьба за визволення людей з-під гніту іншопланетних поневолювачів.

## Сюжет роману
Дія роману відбувається у XXXVI столітті. Людство понад тисячу років тому вийшло в далекий космос завдяки відкриттю підпросторових каналів. Виявилось, що ці канали розміщені практично в кожній планетній системі, та з'єднують їх між собою, причому вхід до цих каналів розміщений на обмеженій частині простору біля кожної планетної системи (його назвали дром-зоною), проте точний вихід каналів тривалий час був невідомий людям. Людство познайомилось із багатьма іншопланетними расами, проте всі вони перебували на нижчому рівні розвитку, ніж люди, і людство розпочало поступово піднімати їхній розвиток, а також розселятися на незаселені придатні до життя планети. Проте з часом іншопланетні цивілізації, вважаючи що людство хоче їх повністю підкорити, об'єднуються проти людей, та розпочинають з ними війну. У цій війні людство програє, та вимушене покинути Землю, живучи на віддалених планетах без права виходу в космос.
Через близько 100 років після цієї війни головний герой роману Стефан Матусевич, рідною мовою якого є англійська, і який живе на планеті Магаварша, населеній переважно нащадками вихідців з Індії, працює пілотом інтерконтинентальних літаків, та мріє літати в космосі, весь свій вільний час проводячи в симуляторах міжпланетних кораблів. Це помічає його напарник Ахмад Раман, який, утім говорить, що більше нікому про це про це не розповість, бо інакше Стефан може позбутися роботи, адже людям заборонено літати на космічних кораблях, за цим пильно стежать іншопланетяни. Також Стефан мріє про дітей, особливо про дочку, хоча сам розлучений. Одного разу, після польоту, Матусевич зайшов до великого торговельного центру поїсти, де побачив, що дівчинка 12 років хоче розплатитися за їжу готівкою, а не як прийнято на планеті — кредитною карткою. Пілот вирішує розплатитися за неї, а пізніше знайомиться з дівчинкою, яка повідомляє йому, що її звати Рашель, вона родом із сусідньої місцини з рідними місцями Матусевича, а сама вона прибула, щоб буцімто побачитися з чоловіком покійної тітки професором Свамі Агатіяром, і Матусевич вирішує відвезти дівчинку до нього. Проте поступово в розповідях дівчинки Стефан помічає низку суперечностей, зокрема, в неї немає крединої картки, й вона зуміла відрізнити в юрбі людей іншопланетянина з раси нереїв (або п'ятдесятників) і злякалась його, хоча й він не створював для людей безпосередньої небезпеки. Також він дізнався, що рідна мова Рашелі французька, що дивно саме для Магаварші, адже там для більшості населення рідними є англійська мова та мови Індії.
Матусевич з Рашеллю приїжджають до Агатіяра, який трохи здивований зустрічі, та повідомляє, що він не є вдівцем, проте вирішує прийняти дівчинку. Стефан знайомиться з дочкою професора Ритою, яка повідомила, що в речах дівчинки вона знайшла низку дивних предметів: гроші Магаварші, випущені 135 років тому, та якийсь диск із записом. Тим часом до Агатіяра прийшов його асистент Саїд Магдев, який проживає неподалік, буцімто спитати, чий флаєр приземлився неподалік будинку професора. Зненацька він вихоплює пістолет, та цілиться в професора, при цьому повідомляючи, що Рашель є його найціннішим трофеєм. Але Стефан миттєво реагує на дії непроханого гостя, відбирає в нього зброю та вбиває його. Після цього всі дізнаються, що Магдев був прибульцем-п'ятдесятником, а професор Агатіяр є одним із керівників підпільної організації з опору іншопланетянам. Усім людям вдається заплутати сліди, та потрапити на таємну базу руху опору.
На шляху до бази Рашель повідомляє, що вона сама родом із планети Терра-Галлія, яка не підкорилась іншопланетянам, і нелегально прибула на військовому міжпланетному кораблі до околиць Магаварші. На кораблі, капітаном якого був її батько, дуже подібний зовні до Стефана Матусевича, загинув екіпаж унаслідок потрапляння в комп'ютерну систему корабля невідомого вірусу. На базі опору виявилось, що активним його членами, хоч і законспірованими, є учитель Агатіяра Раджив Шанкар, напарник Матусевича Ахмад Раман, пілот Арчібальд Ортега, та навіть сам магараджа Магаварші Падма, який сам є надсекретним керівником руху опору. Одночасно керівники опору дістають повідомлення, що іншопланетяни розпочинають пряму військову окупацію Магаварші після того, як вони дізнались про появу розвідників з Терри-Галлії на Магаварші. Рух опору вирішує вислати делегацію на кораблі Терра-Галлії до цієї планети, на якій полетять професор з дочкою, пілоти Раман і Ортега, Рашель, командиром корабля призначено Матусевича. Сам же рух опору розпочинає опір іншопланетянам безпосередньо на планеті, чекаючи підмоги з вільної планети. Екіпаж корабля зумів дістатися до свого нового танспортного засобу, та розпочав перехід до Терра-Галлії. Проте під час польоту виявляється, що Раман є законспірованим агентом іншопланетян, і його з великими труднощами вдалось знешкодити.
Під час переходу до Терри-Галлії екіпаж корабля рятує космічну яхту, яка дрейфувала в космосі по підпросторових каналах протягом 800 років. На борту цієї яхти перебували двоє людей, чоловік і жінка, а також іншопланетянин-альв, подібний до земних комахоїдних, рідною мовою якого є російська, якого звати Олексій Шелестов, та який є глибоко віруючим православним. Олексій Шелестов дивується, як його співпемінники приєднались до коаліції іншопланетян проти людей, адже, на його думку, альви психологічно найближчі до людей, вони легко сприйняли людську культуру, та навіть забули власні мови, перейшовши на земні мови. По дорозі екіпаж космічного корабля зустрічає сліди проходження галлійської космічної ескадри, та розуміє, що вона прямує до Землі, щоб визволити прабатьківщину людства, яку контролює жорстока іншопланетна раса габбарів, схожа на земних мавп, а найбільше на горил.
Корабель з деяким запізненням прибуває в Сонячну систему, де його приймають до складу галлійської ескадри. Проте Ахмаду Раману вдається звільнитися, та захопити в заручники Рашель, поставивши умову, щоб коаліції іншопланетян передали секретні технології Терри-Галлії, за допомогою яких жителі планети навчились контролювати свою дром-зону від вторгнення іншопланетних кораблів. Стефан Матусевич для цього навіть відбуває до штабу галлійської ескадри, де повідомляє про цю ситуацію представниці галлійського командування. Та рекомендує йому виконувати вказівки викрадача, та повернутися на корабель. Проте за деякий час Рамана вбиває альв Григорій Шелестов за допомогою своєї отруйної слини, оскільки він вважав неприпустимим передачу технологій Терри-Галлії коаліції іншопланетян, адже після цього в них з'являється більше можливостей повністю знищити людей. Після цього екіпаж Матусевича бере участь у визволенні Землі, звідки вдається витіснити габбарів лише за допомогою застосування спрямованої безпосередньо проти цієї раси біологічної зброї.
Землю, Магаваршу та більшість інших планет вдалось визволити досить швидко, а планету Хань, де жили переважно нащадки китайців, швидко визволити не вдалось, оскільки габбари застосували проти її населення масовані ядерні бомбардування, що призвело до дуже великих людських втрат. Після визволення більшості планет їхні представники збираються на Землі, де приймається рішення про переселення більшої частини людей назад на прабатьківщину людства.

## Номінації на премії
У 2005 році роман «Жменя вічності» номінувався на премію «Портал» на кращу україномовну книгу, проте поступився роману Яни Дубинянської «Козли».